# Amblyglyphidodon orbicularis
 Amblyglyphidodon orbicularis és una espècie de peix de la família dels pomacèntrids i de l'ordre dels perciformes que es troba a Tonga.
Els mascles poden assolir els 8,3 cm de longitud total.